# Municipio de Kävlinge
Kävlinge es un municipio (en sueco Kävlinge kommun) en la provincia de Escania en el sur de Suecia. Tiene una superficie total de 293,68 km² de los que 153,83 km² son tierra firme y 139,85 km² mar. En 2012 contaba con una población de 28 815 habitantes y una densidad de población de 98 hab./km².

## Núcleos urbanos
Existen 11 núcleos de mayor tamaño o Tätort. La capital del municipio es el núcleo homónimo.
| #  | Localidad                | Población (2010) |
| -- | ------------------------ | ---------------- |
| 1  | Kävlinge                 | 9049             |
| 2  | Löddeköpinge             | 6290             |
| 3  | Furulund                 | 4180             |
| 4  | Hofterup                 | 3501             |
| 5  | Dösjebro                 | 858              |
| 6  | Sandskogen               | 621              |
| 7  | Barsebäck                | 524              |
| 8  | Barsebäckshamn           | 438              |
| 9  | Lilla Harrie             | 371              |
| 10 | Western Karaby           | 229              |
| 11 | Saxtorp Woods (parte de) | 218              |

Existen ocho núcleos de menor tamaño o aldeas en el municipio (Småort):
| # | Localidad             | Población (2010) |
| - | --------------------- | ---------------- |
| 1 | Järavallen            | 171              |
| 2 | Stora Harrie          | 165              |
| 3 | Hög                   | 142              |
| 4 | Särslöv               | 93               |
| 5 | Vikhög                | 81               |
| 6 | Lundåkra              | 60               |
| 7 | Södervidinge estación | 58               |
| 8 | Särslöv (sur)         | 52               |

## Demografía
| Gráfica de evolución demográfica de Municipio de Kävlinge entre 1810 y 2010                                                   |
| |
| Población (1810-1990) según la Base de Datos de Población de la Universidad de Umeå e información de Statistiska centralbyrån |

## Hermanamientos
- Alatskivi (Estonia)[6]